# Gerrit Bicker
Gerrit Pietersz Bicker (Amsterdam, 1554 - aldaar, 1604) behoorde tot de oprichters van de Verenigde Oost-Indische Compagnie en van haar voorloper, de Compagnie van Verre.

## Biografie
Hij was de zoon van bierbrouwer Pieter Bicker en van Lijsbeth Banninck en een telg uit de machtige Amsterdamse regentenfamilie Bicker. Gerrit Bicker trouwde in 1580 met Aleyd Andriesdr Boelens en was de vader van Jan, Andries, Cornelis en Jacob Bicker. Hij was de zwager van burgemeester Claes Boelens. In 1585 behoorde hij tot de rijkste ondernemers van Amsterdam. 
Bicker woonde eerst op de Oudezijds Achterburgwal, later op de Lange Niezel 22. In 1590 werd hij in de vroedschap gekozen. In 1596 werd hij een van de oprichters en bewindhebbers van de Compagnie van Verre. In 1596 investeerde hij in Uilenburg, terwijl hij tevens betrokken was bij de verkoop van percelen. In 1597 heeft hij samen met zijn broer Laurens de Compagnie van Guinee opgericht. Deze compagnie voer ook op de Río de la Plata in Zuid-Amerika. Gerard le Roy en Laurens Bicker leidden in 1601 de twaalfde expeditie naar Indië, uitgerust door de Ver. Zeeuwse Compagnie, een voorcompagnie.
In 1600 verkocht hij de brouwerij. In 1602 nam hij als een van de eersten deel aan de VOC en legde 21.000 gulden in. Hij behoorde bovendien tot de eerste kooplieden die op de Witte Zee voeren. In 1603 werd hij burgemeester. Zijn zoon legde de eerste steen voor de Zuiderkerk. In 1604 was hij ambachtsheer van Amstelveen, Nieuwer-Amstel.